# Championnat d'Autriche féminin de football 1982-1983
Navigation
Édition précédente Édition suivante
La saison 1982-1983 du Championnat d'Autriche féminin de football (Österreichische Fußball-Frauenmeisterschaft) est la quatorzième saison du championnat. Le USC Landhaus est le tenant du titre.
C'est la première saison organisée par la fédération autrichienne de football. Auparavant, depuis 1972 le championnat était organisé par la ligue de football de Vienne.

## Organisation
La compétition se déroule en mode championnat, chaque équipe joue deux fois contre chaque équipe adverse participante, une fois à domicile et une fois à l'extérieur.

## Compétition
Une victoire = 2 points, un match nul = 1 point.

### Classement
| Rang | Équipe                    | Pts | J  | G  | N | P  | Bp | Bc | Diff |
| ---- | ------------------------- | --- | -- | -- | - | -- | -- | -- | ---- |
| 1    | USC Landhaus T            | 33  | 18 | 16 | 1 | 1  | 68 | 6  | +62  |
| 2    | DFC Ostbahn XIC           | 29  | 18 | 13 | 3 | 2  | 76 | 16 | +60  |
| 3    | SV Aspern                 | 26  | 18 | 12 | 2 | 4  | 44 | 18 | +26  |
| 4    | 1. DFC Leoben             | 26  | 18 | 12 | 2 | 4  | 47 | 23 | +24  |
| 5    | Union Kleinmünchen        | 21  | 18 | 8  | 5 | 5  | 44 | 23 | +21  |
| 6    | Tyrolia HalbturnP         | 14  | 18 | 6  | 2 | 10 | 22 | 39 | -17  |
| 7    | DFC Alland-Brunn          | 13  | 18 | 4  | 5 | 9  | 27 | 35 | -8   |
| 8    | LUV Graz Damen            | 9   | 18 | 2  | 5 | 11 | 19 | 45 | -26  |
| 9    | KSV Wiener BerufsschulenP | 5   | 18 | 2  | 1 | 15 | 16 | 76 | -60  |
| 10   | ASV 13P                   | 4   | 18 | 1  | 2 | 15 | 8  | 90 | -82  |

| Légende : Qualifications et relégations | Légende : Qualifications et relégations                            |
| --------------------------------------- | ------------------------------------------------------------------ |
|                                         | Champion d'Autriche                                                |
|                                         | Relégué en deuxième division                                       |
|                                         | T : Tenant du titre P : Promu C : Vainqueur de la Coupe d'Autriche |